# Edward A. Hannegan
Edward A. Hannegan (Hamilton megye, 1807. június 25. – Saint Louis, 1859. február 25.) az Amerikai Egyesült Államok szenátora (Indiana, 1843–1849).